# Lori Carson
Lori Carson é uma cantora e compositora norte-americana. Ela tem lançado muitos álbuns solo, aparecido em muitos trilhas sonoras e colaborado com a banda The Golden Palominos.

## Ábuns
- Shelter (1990)
- Where It Goes (1995)
- Everything I Touch Runs Wild (1997)
- Stars (1999)
- House in the Weeds (2001)
- The Finest Thing (2004)

## Trivilidades
- Ela foi a principal vocalista da canção "In the Middle of the Night" do álbum Strong Currents, do produtor francês Hector Zazou.
- Sua canção Snow Come Down, do álbum Everything I Touch Runs Wild, já foi usada em um episódio de Gilmore Girls.
- Canções suas já foram creditadas em trilhas sonoras de filmes como Blue Car, Stealing Beauty e Gone in 60 Seconds. Essas músicas podem ser encontradas em sua coletânea, intitulada Stolen Beauty.